# Jason Smith (basket-ball, 1986)
Pour les articles homonymes, voir Jason Smith et Smith.
Jason Victor Smith (né le 2 mars 1986, à Kersey dans le Colorado) est un joueur de basket-ball américain. Il joue aux postes d'ailier fort et de pivot.

## Carrière sportive
Jason Smith est sélectionné par le Heat de Miami au vingtième rang de la draft 2007, mais est immédiatement transféré aux 76ers de Philadelphie en échange de l'arrière Daequan Cook. Smith joue 76 matchs lors de sa saison rookie pour une moyenne de 4,5 points et 3,0 rebonds par match. Il se blesse à l'aube de la saison 2008-2009 lors d'un entraînement et ne dispute pas un seul match de la saison. Il participe à 56 matchs lors de la saison 2009-2010 pour 3,4 points de moyenne. Il signe aux Hornets de La Nouvelle-Orléans avec lesquels il joue 77 matchs pour 4,3 points de moyenne lors de la saison 2010-2011.
Le 22 mars 2012, il commet une faute disqualifiante sur Blake Griffin qui lui vaut d'être suspendu pour deux rencontres.
Le 15 décembre 2012, à la suite d'une IRM, Smith découvre qu'il a une déchirure du labrum dans son épaule droite, ce qui l'éloigne des parquets pour au moins deux semaines. Le 26 février 2013, lors d'une rencontre aux Nets de Brooklyn, Smith se blesse et souffre d’une déchirure du cartilage de l’épaule droite et doit subir une opération qui l'absente pour le reste de la saison.
En septembre 2013, sa présence au camp d'entraînement des Pelicans de La Nouvelle-Orléans n'est pas assurée. En octobre, Monty Williams annonce que Smith souffre d’une douleur à la hanche à la suite d'un choc survenu lors d'un entraînement. Absent depuis le 15 janvier, Smith doit se faire opérer pour enlever un morceau de cartilage de son genou droit, ce qui l'éloigne des parquets pour le reste de la saison.
Le 7 juillet 2015, il signe au Magic d'Orlando un contrat d'un an et 4,4 millions de dollars.

## Records personnels sur une rencontre de NBA
Les records personnels de Jason Smith, officiellement recensés par la NBA sont les suivants :
| Type de statistique        | Saison régulière | Saison régulière          | Saison régulière | Playoffs | Playoffs                                   | Playoffs                     |
| Type de statistique        | Record           | Adversaire                | Date             | Record   | Adversaire                                 | Date                         |
| -------------------------- | ---------------- | ------------------------- | ---------------- | -------- | ------------------------------------------ | ---------------------------- |
| Points                     | 26               | Timberwolves du Minnesota | 7 avril 2012     | 6        | @ Pistons de Détroit Lakers de Los Angeles | 23 avril 2008 22 avril 2011  |
| Paniers marqués            | 12               | Timberwolves du Minnesota | 7 avril 2012     | 3        | @ Pistons de Détroit Lakers de Los Angeles | 23 avril 2008 22 avril 2011  |
| Paniers tentés             | 21               | @ Pacers de l'Indiana     | 21 novembre 2012 | 7        | @ Pistons de Détroit                       | 23 avril 2008                |
| Paniers à 3 points réussis | 3                | Magic d'Orlando           | 23 janvier 2015  |          |                                            |                              |
| Paniers à 3 points tentés  | 4                | 4 fois                    |                  | 1        | @ Pistons de Détroit                       | 1er mai 2008                 |
| Lancers francs réussis     | 8                | @ Bulls de Chicago        | 3 novembre 2012  | 2        | @ Pistons de Détroit                       | 20 avril 2008 29 avril 2008< |
| Lancers francs tentés      | 10               | @ Wizards de Washington   | 7 janvier 2015   | 2        | @ Pistons de Détroit                       | 20 avril 2008 29 avril 2008  |
| Rebonds offensifs          | 7                | @ Bulls de Chicago        | 2 décembre 2013  | 2        | @ Pistons de Détroit                       | 23 avril 2008                |
| Rebonds défensifs          | 13               | Pistons de Détroit        | 11 décembre 2013 | 4        | @ Pistons de Détroit Pistons de Détroit    | 29 avril 2008 1er mai 2008   |
| Rebonds totaux             | 16               | Pistons de Détroit        | 11 décembre 2013 | 5        | @ Pistons de Détroit Pistons de Détroit    | 29 avril 2008 1er mai 2008   |
| Passes décisives           | 6                | 3 fois                    |                  | 1        | 4 fois                                     |                              |
| Interceptions              | 3                | 4 fois                    |                  | 2        | @ Lakers de Los Angeles                    | 17 avril 2011                |
| Contres                    | 5                | 3 fois                    |                  | 2        | @ Pistons de Détroit                       | 23 avril 2008                |
| Balles perdues             | 5                | 3 fois                    |                  | 1        | Pistons de Détroit @ Pistons de Détroit    | 27 avril 2008 29 avril 2008  |
| Minutes jouées             | 47               | @ Bulls de Chicago        | 2 décembre 2013  | 21       | @ Pistons de Détroit Pistons de Détroit    | 23 avril 2008 1er mai 2008   |

- Double-double : 10 (au terme de la saison 2014/2015).
- Triple-double : aucun.